# Behrens-Werft (Harrien)
Die Behrens-Werft in Harrien wurde 1840 von Johann Dietrich Behrens gegründet und 1887 geschlossen.

## Geschichte
Die Behrens-Werft entstand aus der in Harrien bei Brake bestehenden Lastadie von Lorenz Dehls und firmierte fortan als Behrens-Werft. In dieser Zeit wurden rund 20 Segelschiffe gebaut und überwiegend an Bremer Reeder abgeliefert. 1857 übernahm der Sohn Gerhard Behrens den Betrieb und baute bis 1875 weitere 15 Segelschiffe für Reeder vorwiegend aus Brake, Elsfleth und einige für Bremer und Hamburger Reeder. Heute befindet sich an dieser Stelle der Bauhof des WSA Bremen.

## Bauprogramm
In der Zeit von 1840 bis 1865 wurden über 30 Barken und Briggs auf den Helgen dieser Werft gebaut. Mit 320 Kommerzlasten und 673 Registertonnen war die 1854 gebaute Bark O. Thyen eine der größten und bekanntesten. Sie wurde an eine in Brake ansässige Partenreederei abgeliefert, die vom Korrespondreeder Oltmann Thyen vertreten wurde.